# Yves Joseph de Kerguelen de Trémarec
Yves Joseph de Kerguelen de Trémarec (o de Kerguélen-Trémarec) (Landudal, Finisterre, 13 de febrero de 1734 - 3 de marzo de 1797) fue un oficial de marina y navegante francés, nacido en Bretaña, conocido por haber liderado dos expediciones francesas a los mares antárticos y haber descubierto en 1772 las islas Kerguelen, un archipiélago localizado en el océano Índico, a igual distancia del sur de África que de Australia.

## Biografía

### Comienzos
Yves Joseph de Kerguelen de Trémarec nació el 13 de febrero de 1734 en la casa solariega de Trémarec, en Landudal, Finisterre, en Bretaña. Careciendo de fortuna, se embarcó a los 16 años como guardiamarina en la Marina Real de Francia luego de haber hecho estudios en un colegio de jesuitas. Estando destinado en Dunkerque, se casó en 1758 con Marie-Laurence de Bonte. Su suegro, antiguo alcalde de Dunkerque, armó el Sage, un navío de 56 cañones y 450 hombres de tripulación, durante la guerra de los Siete Años y Kerguelen tomó el mando del barco en 1761 para dirigir una campaña en las Antillas, contra los ingleses, que será muy fructífera.

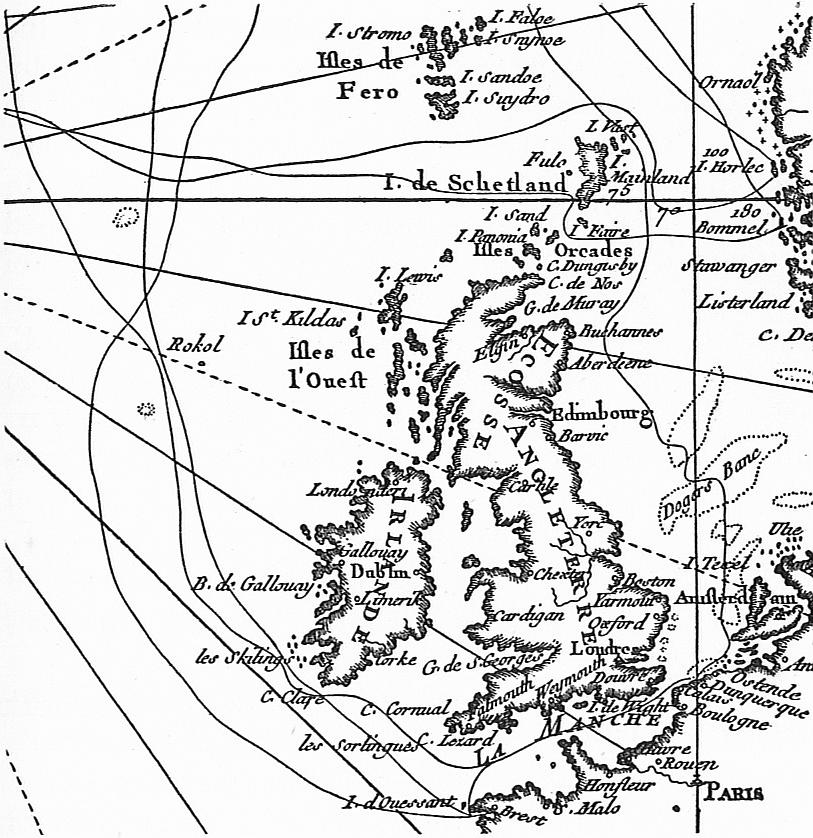
Mapa del área de Rockall, publicado en 1771 después de su viaje de 1767.

Nombrado teniente de navío («lieutenant de vaisseau») en 1763, había inventado un nuevo tipo de embarcación, la corbeta-cañonera, apta para los desembarcos. Luego realizó una campaña de levantamientos cartográficos y sondeos hidrográficos en Bretaña, lo que determinó su admisión en la Academia de Marina de Brest como miembro adjunto.
En 1767, obtuvo el mando de La Folle para efectuar una campaña de protección de los pescadores de bacalao en Islandia. En 1768, partió nuevamente hacia el Atlántico Norte (Groenlandia y Bergen) al mando de la corbeta L'Hirondelle y se familiarizó con la navegación en los mares sub-polares. En 1768, de regreso, llevó dos oseznos blancos capturados en Groenlandia para el rey Luis XV. Entre ambas misiones, había participado en una misión de inteligencia, durante 6 semanas, en Inglaterra, «para examinar, sin darse a conocer, la construcción naval de los ingleses...» («pour examiner, sans se faire connaitre, la construction navale des Anglais...»).
En 1771 publicó su relato de los viajes por el Atlántico Norte, con el título de Relation d'un voyage dans la mer du Nord, aux côtes d'Islande, du Groenland, de Ferro, de Schettland, des Orcades & de Norwége; fait en 1767 & 1768.

### Primera expedición (1771-72)
Me presenté en Versalles en el mes de septiembre de 1770, para proponer al Sr. duque de Praslin, ministro de Marina, el plan de una campaña de descubrimiento a los mares antárticos. Vi que no era momento para emprender semejantes operaciones. […] Habiéndose arreglado [posteriormente] con la corte de Inglaterra, [...] la ocasión fue favorable para proponer el viaje de descubrimiento. […] Se me dio el mando del navío del Rey Le Berrier, que estaba en Lorient. […] Embarqué 14 meses de víveres para 300 tripulantes. […] El primero de mayo [1771 ], me hice a la vela. […] El 10 de junio crucé la línea de los veintidós grados de longitud occidental del meridiano de París, del que me serviría en adelante. […] Arribé a la Île de France, el 20 de agosto.
Je me rendis à Versailles au mois de septembre 1770, pour proposer à M. le duc de Praslin, ministre de la Marine, le plan d'une campagne de découverte dans les mers antarctiques. Je vis que ce n'étoit pas le moment d'entreprendre de pareilles opérations. […] Les affaires s'étant [ensuite] arrangées avec la cour d'Angleterre, […] l'occasion devint favorable pour proposer le voyage de découverte. […] On me donna le commandement du vaisseau du Roi le Berrier, qui étoit à l'Orient. […] J'embarquai 14 mois de vivres pour 300 hommes d'équipage. […] Le premier jour de mai [ 1771 ], je mis à la voile. […] Je coupai la ligne le 10 juin par vingt-deux degrés de longitude occidentale du méridien de Paris, dont je me servirai toujours […] J'arrivai à l'Isle de France le 20 août.
Kerguelen

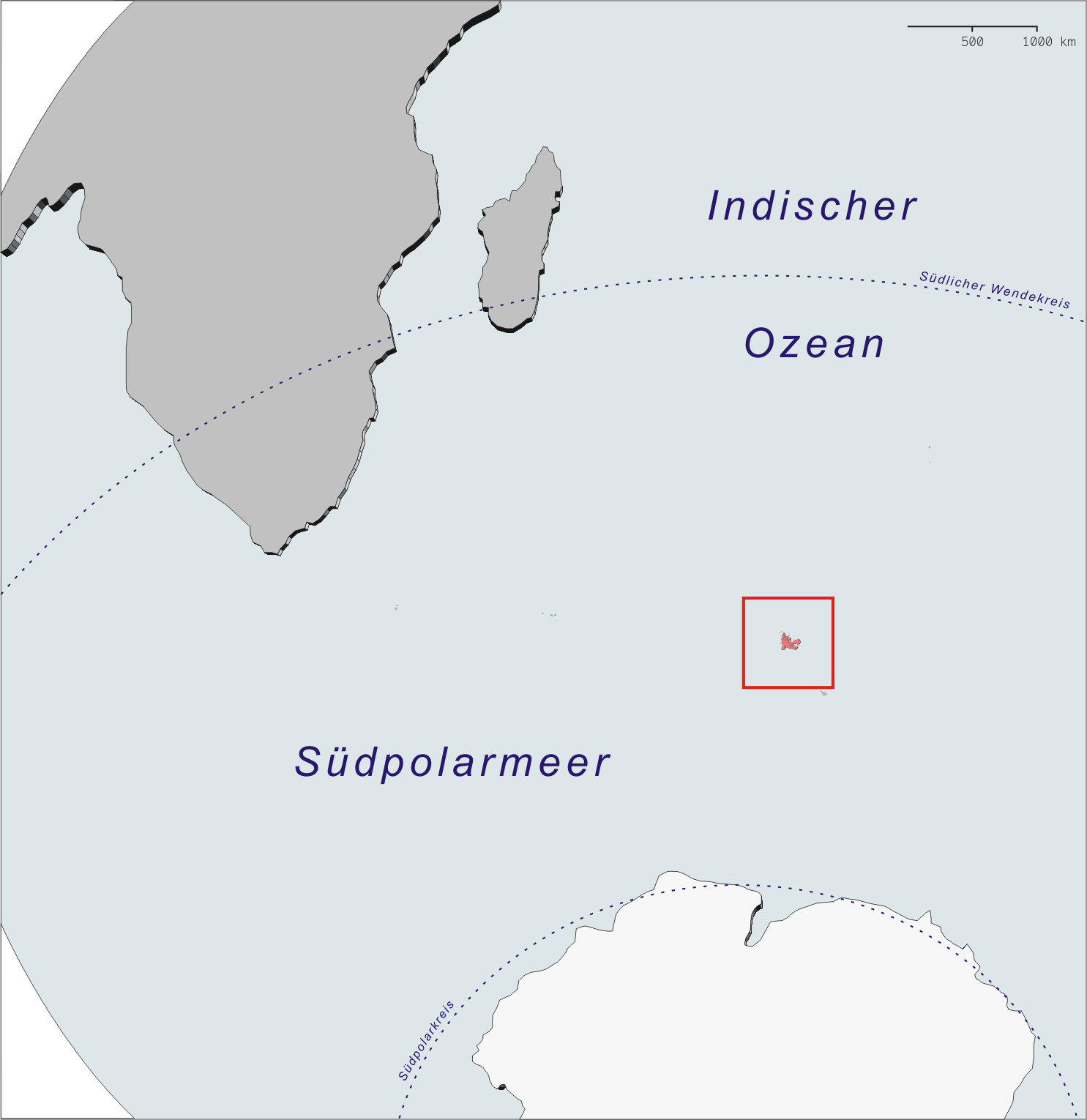
Localización de las islas Kerguelen, a igual distancia del sur de África que de Australia, ya en aguas del océano Antártico.

Durante su escala en isla de Francia (se trata de la isla Mauricio, entonces colonia francesa del océano Índico, al este de Madagascar) fue bien recibido por el gobernador des Roches y el intendente Poivre. Allí se encontró también con el ya mayor naturalista Philibert Commerson, con Marion-Dufresne, también en servicio y futuro descubridor de las islas Crozet, y con un joven La Pérouse. También reemplazó allí su gran navío por dos barcos de menor desplazamiento, más ligeros, con menor armamento y mejor adaptados al objeto de su misión, La Fortune y la gabarra Gros Ventre, al mando de Louis Aleno de Saint-Aloüarn y segundo de la expedición. El 12 de febrero de 1772, al sur del océano Índico, divisó una tierra donde creyó ver el continente austral y le dio el nombre de Francia Austral. Se trataba, de hecho, de las islas Kerguelen. El mal tiempo impidió el desembarco hasta el 14 de febrero, día en que un guardiamarina pudo al fin desembarcar y tomar posesión del territorio en nombre del rey.
Una tempestad separó a ambos barcos y Kerguelen prosiguió su ruta solo, abandonando al Gros Ventre. Llegó de regreso a Brest el 16 de julio de 1772, mientras que el segundo barco lo esperaba y buscaba en vano. El Gros Ventre seguirá las escalas como estaba previstas y en el orden estipulado, en condiciones terribles, hacia Timor y las costas australianas, antes de regresar de nuevo a la isla de Francia el 5 de septiembre. A pesar de esta aventura, La Pérouse nos dice que Kerguelen fue recibido en Francia como un nuevo Cristóbal Colón [«il fut reçu en France comme un nouveau Christophe Colomb»]. En Versalles, hizo al rey una descripción muy optimista de los recursos de las tierras que había descubierto, convenciéndolo de ordenar una segunda expedición: «Las tierras que he tenido la fortuna de descubrir parecen formar la masa central del continente antártico... la Francia austral proveera maravillosos espectáculos físicos y morales...». («Les terres que j'ai eu le bonheur de découvrir paraissent former la masse centrale du continent antarctique... la France australe fournira de merveilleux spectacles physiques et moraux...».)
No se sabía aún que la Gros Ventre había reaparecido, ni que los testimonios de los supervivientes iban a contradecir los suyos.

### Segunda expedición (1773)
El 26 de marzo de 1773, poco antes de saber que los tripulantes del Gros Ventre habían sobrevivido, partieron de Brest el navío Rolland (con 417 hombres), y la fragata L'Oiseau. Ambos estaban aparejados para una acción fundamentalmente expedicionaria y no militar, con una artillería reducida: el Rolland cargaba 36 cañones en lugar de los 64 habituales y el L'Oiseau 26 en lugar de 36. La expedición incluía al ingeniero-constructor Marrier de la Gâtinerie, a los astrónomos Du Marsais y Le Paute-Dagelet, a un médico naturalista, un dibujante, así como a tres mujeres, entre ellas Louise Seguin, una joven embarcada de noche justo antes de zarpar. Kerguelen había tenido la debilidad de embarcar a esta joven clandestina, de 14 años de edad, quien va a crear, según los términos del posterior consejo de guerra, «una rivalidad perjudicial para el bien del servicio, alterando la concordia que debe reinar en un navío y debilitando también el respeto debido a la autoridad» [«une rivalité préjudiciable au bien du service, en altérant la concorde qui doit régner dans un vaisseau et en affaiblissant même le respect dû à l'autorité»]. En la isla de Francia los amigos de Kerguelen habían sido reemplazados y el recibimiento fue frío. Siguiendo las instrucciones reales, las autoridades de la isla afectan a la expedición una pequeña embarcación, el senau (un velero de dos mástiles) La Dauphine. La expedición debió afrontar tempestades y las tripulaciones fueron afectadas por escorbuto. En diciembre, se constató la triste realidad de la Francia Austral: Kerguelen ni siquiera desembarcó, sus subordinados descubrieron un paisaje severo, sin nada de flora ni de fauna terrestres. Tres años más tarde, James Cook durante su tercer viaje llamará a estas tierras irónicamente las «islas de la Desolación», y luego, por caballerosidad, islas Kerguelen.

### Regreso y condena
De retorno a Francia, los oficiales hicieron oír sus quejas: el embarco clandestino de Louise Seguin, un enriquecimiento personal por tráfico de pacotilla; pero se le reprochó sobre todo la interrupción de su viaje anterior y la ventajosa descripción que había hecho de esas tierras inhabitables con el fin de promover la segunda expedición. Kerguelen fue llevado ante un consejo de guerra y condenado a seis años de reclusión en una fortaleza y a la exclusión de su condición de oficial del rey. Se le detuvo en el castillo de Saumur, una prisión dorada en la que hizo amistad del gobernador, Dupetit-Thouars, que era el padre de Aristide Aubert Du Petit-Thouars, futuro héroe de la batalla de Aboukir.

### Libertad y fallecimiento
Kerguelen fue liberado en 1778, reintegrado a la Marina y se volvió a hacer al mar para actuar durante la guerra de América como corsario en la corbeta La Comtesse de Brionne. En 1781, partió en una corbeta, armada por su cuenta, pero fue capturado por los ingleses. Kerguelen publicó en 1782 en París (Chez Knapen & fils) el relato de sus expediciones con el nombre de Relation de deux voyages dans les Mers australes & des Indes, faits en 1771, 1772, 1773 & 1774.
Se unió a la Revolución y fue hecho contralmirante. Detenido en 1794 (en el período llamado El Terror), fue liberado, recuperó su graduación y participó en la batalla de Groix el 16 de junio de 1795. Se retiró en 1796 y murió al año siguiente, el 3 de marzo de 1797, en París, a la edad de 63 años.

## Obras de Kerguelen
- 1771 - Relation d'un voyage dans la mer du Nord, aux côtes d'Islande, du Groenland, de Ferro, de Schettland, des Orcades & de Norwége; fait en 1767 & 1768 (220 pag.).
- 1782 - Relation de deux voyages dans les Mers australes & des Indes, faits en 1771, 1772, 1773 & 1774. La Découvrance,  París (Chez Knapen & fils) (244 pag.) (ISBN 2-84265-140-5).
- 1801 - Relation des Combats et des evenements de la Guerre Maritime de 1778 entre la France et l'Angleterre, mélée de reflexions sur les manoeuvres des Généraux; et terminée par un précis de la guerre présente, des causes de la destruction de la Marine, et des moyens de la rétablir. Imprenta de Patris Paris, An 9 (1801).